# Patrik Haglund
Patrik Haglund (né le 27 mai 1870 à Norrköping et mort le 8 décembre 1937 à Stockholm) est un chirurgien orthopédique suédois.
Il a occupé le premier poste de professeur d'orthopédie en Scandinavie à l'Institut Karolinska de Stockholm. Haglund est également l'auteur du premier manuel d'orthopédie nordique. Celui-ci, publié en 1923 et écrit en langue allemande, s'intitule Die Prinzipien der Orthopädie. Il devient membre en 1936 de l'Académie Léopoldine.
Mais Haglund est surtout connu pour avoir donné son nom à plusieurs pathologies : 
- La maladie de Haglund, qu'il décrit dans l'article Beitrag zur Klinik der Achillessehn publié en 1928[1]. Celle-ci, parfois dénommée exostose de Haglund ou encore déformation de Haglund correspond au conflit entre un angle postéro-supérieur proéminent du calcanéus et le tendon d'Achille, favorisé par un chaussage inadapté.
- La maladie de Sever est rarement dénommée (notamment dans les publications de langue allemande) maladie de Sever-Haglund[2]
- Le défect dorsal de la patella est rarement dénommé « empreinte de Haglund »[3].